# Tudor Vladimirescu
Tudor Vladimirescu (asi 1780 Vladimir – 7. června 1821) byl rumunský a valašský pandur, vůdce valašského povstání v roce 1821, které bylo zaměřeno proti osmanské nadvládě ve Valašském knížectví a zejména proti vládě fanariotů, cařihradských Řeků, kteří byli Osmany posíláni jako správci do oblastí na Balkáně, kde Osmani nevěřili místním elitám.

## Život
Narodil se v rolnické rodině v Olténii. Ve věku 12 let byl poslán do města Craiova, kde vstoupil do služeb bojara Ioana Glogoveana. Ten mu poskytl solidní vzdělání, naučil se rétoriku, gramatiku i řecky. Stal se správcem bojarského majetku a v roce 1806 byl jmenován vătafem (vůdcem místní milice) v Cloșani. Seznámil se se zvyky a cíli vlastníků půdy; tento vhled mu později pomohl sladit protichůdné zájmy bojarů a rolníků v prvních měsících valašského povstání. Zázemí povstání bylo převážně rolnické, ale Tudor dělal vše, co bylo v jeho silách, aby si neznepřátelil bojary a trestal jakékoli ničení jejich majetku.
Tudor se v roce 1806 zapsal do ruské armády a zúčastnil se rusko-turecké války (1806-1812). Za bojové zásluhy mu byl udělen Řád sv. Vladimíra 3. stupně a ruská ochrana před stíháním podle osmanské legislativy (tzv. sudiți). To později jistě ovlivnilo jeho odhodlání vyvolat povstání, neboť se domníval, že je za každých okolností pod ruskou ochranou.
Po válce se Tudor vrátil do Olténie, kde si vybudoval základnu následovníků mezi pandury, ozbrojenými dobrovolníky, kteří původně sloužili jako nájemní ochranka balkánských šlechticů a byli pro své neortodoxní bojové taktiky a flexibilitu najímáni i k větším vojenským akcím (nejznámější je angažmá ve službách Marie Terezie během slezských válek). Tudorův vliv na pandury byl dán jeho charismatem, vynikajícími vyjednávacími schopnostmi a úctou pandurů k jeho vojenským zkušenostem. Vytvořil takto funkční soukromou milici.
V roce 1814 krátce navštívil Vídeň, aby se zúčastnil soudního sporu týkajícího se dědictví Glogoveanuovy manželky. Bylo to právě v době Vídeňského kongresu a existuje mnoho spekulací o tom, s kým ve Vídni mohl jednat, a jak byl kongresem ovlivněn. Po návratu do Valašska v roce 1815 se Tudor dozvěděl, že osmanská posádka z ostrova Ada Kaleh zničila jeho usedlost v Cerneți. To ho vůči Osmanům zatvrdilo.
Smrt valašského knížete, fanariota Alexandrose Soutzose v lednu 1821 přiměla nespokojené valašské bojary k akci. Vytvořili Comitet de Ocârmuire ("Řídící výbor") z členů nejvlivnějších místních bojarských rodin. Neformálním vůdcem výboru byl Grigore Brâncoveanu. Výbor doufal, že přiměje Osmany zrušit vládu fanariotů dříve, než bude jmenován nový kníže. Aby jejich akce měla vojenskou oporu, obrátili se členové výboru na Tudorovu pandurskou milici. Vladimirescu se spoluprací souhlasil, byť jeho představy sahaly mnohem dále než bojarů. Vzápětí Vladimirescu poslal dopis osmanskému sultánovi Mahmutu II., v němž uvedl, že cílem jeho i výboru není svržení osmanské vlády ve Valašsku, ale jen vlády fanariotů; ujistil sultána, že jinak je jeho cílem zachovat všechny tradiční osmanské instituce. Ve skutečnosti to nebyla pravda, šlo jen o lest, jež měla Tudorovi dát čas. V té době již totiž jednal s řeckou protiosmanskou revoluční společností Filiki Eteria (pravděpodobně s ní byl v kontaktu od roku 1819), která připravovala v Řecku povstání. Revoluční Řekové přitom ujistili Vladimiresca, že mají plnou ruskou podporu.

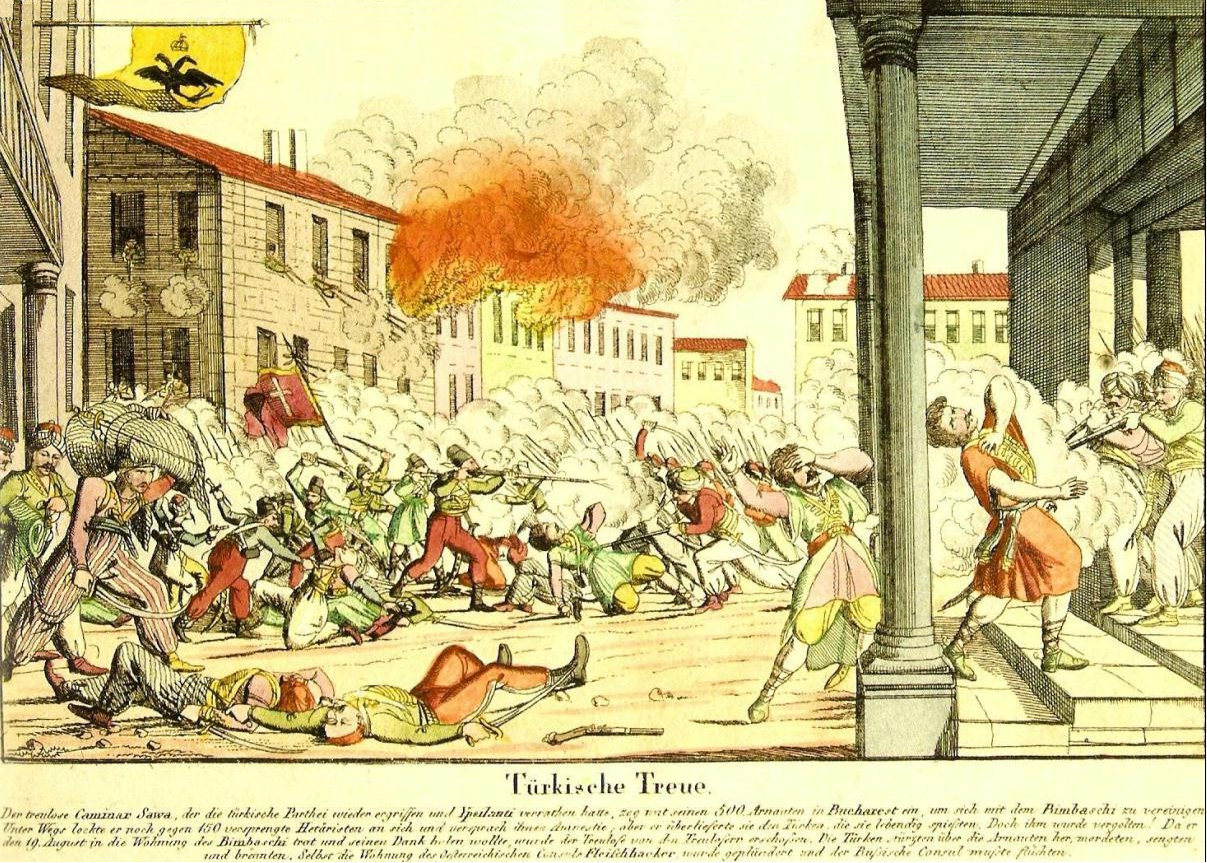
Boje v Bukurešti roku 1821

Od 23. ledna 1821 byl Vladimirescu politicky aktivní a vedl kampaň, která se obracela zejména na rolníky, jimž slibovala, že "zimu brzy vystřídá jaro". 21. března jeho panduři obsadili Bukurešť. Tudor však znovu vyslal do Konstantinopole signál, že je ochoten jednat. Jakmile vypukla řecká osvobozenecká válka, objevil se v Moldávii člen bratrstva Filiki Eteria Alexandros Ypsilanti, který inicioval povstání proti Osmanům a moldavskému fanariotskému knížeti Michaelu Soutzosovi. Na to však reagovalo Rusko vojenským zásahem v Moldávii proti povstalcům, a to ve jménu zásad Svaté aliance, která po Vídeňském kongresu chtěla zasahovat všude ve prospěch legitimních panovníků. Ypsilantiho armáda musela ustoupit na jih a stáhla se do Bukurešti kontrolované Vladimirescem a jeho pandury.
Následovala složitá jednání mezi Ypsilantim a Tudorem. Tudor se považoval za vyvázaného z dohody o spolupráci s Filiki Eterií, neboť dohodu označoval za podmíněnou ruskou podporou. Ypsilanti se ho snažil přesvědčit, že cíle Rusů jsou jiné než oficiálně udávají a povstání ve finále podpoří. Toho se zřejmě obávali i Osmani, kteří právě kvůli tomu vyslali k Bukurešti velkou armádu. To si, zřejmě správně, vyhodnotil i Vladimirescu a vyhlásil ve sporu revolučních Řeků, Rusů a Osmanů neutralitu. Aby ji dokázal a vyhnul se střetu s Osmany, jeho armáda v květnu ustoupila do Olténie, takže Osmané obsadili Bukurešť bez boje.
Tudor však poté už nebyl schopen udržet disciplínu a soudržnost svých vlastních jednotek. Někteří panduři se uchýlili i k loupežím. Tudor se snažil udržet kázeň četnými popravami. Tím však vyvolal nenávist řady spolubojovníků. Mezitím členové Filiki Eteria pod vedením Ypsilantise zorganizovali spiknutí s cílem Tudora odstranit. Po zradě blízkých byl 21. května zatčen v Golești. V noci z 27. na 28. května byl po obviněních ze spolupráce s Osmany mučen a zabit řeckými revolucionáři v Târgoviști. Jeho zohavené tělo bylo hozeno do žumpy. Tudorova spolupráce s Osmany však nebyla nikdy potvrzena.
Řekové pak chtěli nad Vladimirescovou armádou převzít velení, ale to se jim nepodařilo. Milice se rozutekla.

## Tudorův odkaz

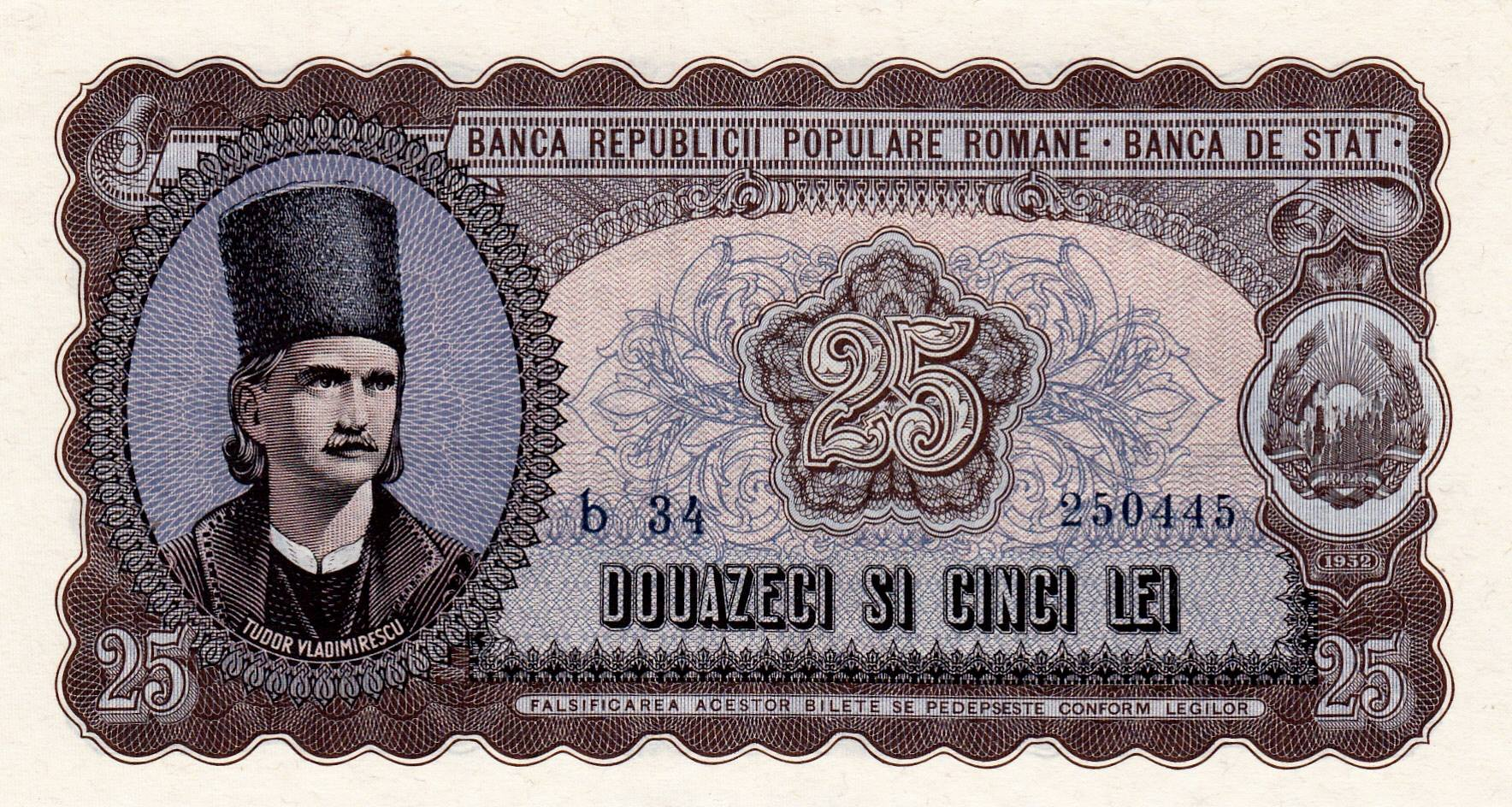
Tudor na rumunské bankovce z komunistické éry

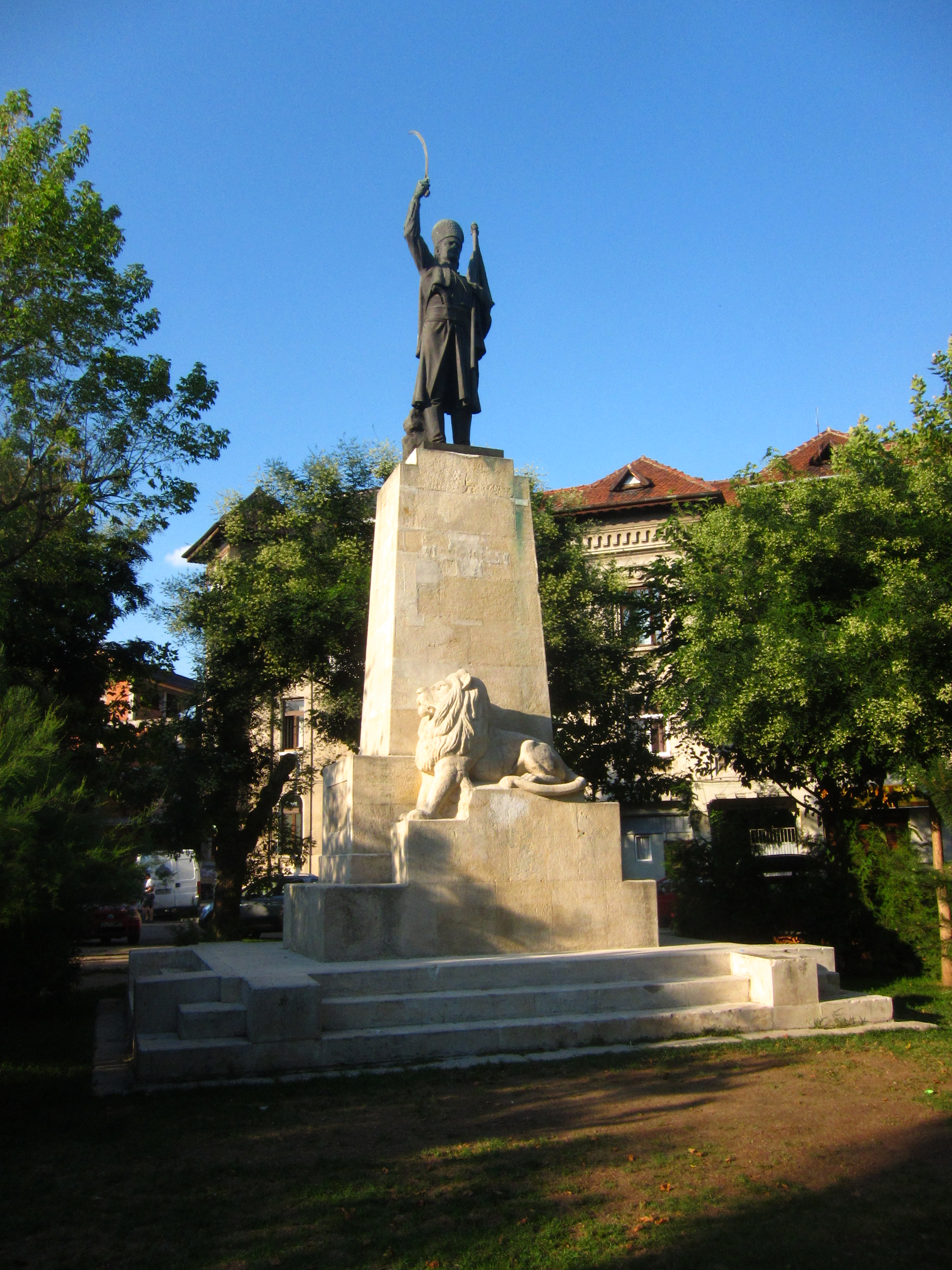
Tudorův pomník v Bukurešti

Osmanské jednotky zůstaly na Valašsku až do roku 1826. Základní cíl povstání, zejména ten bojarský, však paradoxně splněn byl. Osmané totiž přestali věřit fanariotům, neboť se obávali, že byli nakaženi idejemi řeckého nacionalismu (sám Ypsilanti byl fanariot). Osmané se proto rozhodli dosadit znovu do čela obou rumunských knížectví - Valaška a Moldávie - místní vládce. Ve Valašsku to byl Grigore IV. Ghica, v Moldávii Ioan Sturdza.
Tudorovo povstání mělo dopad i na pozdější dobu. Ve druhé polovině 19. století oslovilo generaci rumunských nacionalistů. Největší kult pak Vladimirescovi vytvořili komunisté po převzetí moci v roce 1948. Ti zdůrazňovali rolnický charakter jeho povstání. (To nebylo zcela nesprávné, neboť Vladimirescu se s bojary postupně dostal do střetu, který ale nebyl ideový; pramenil spíše z toho, že Tudor začal v Bukurešti nosit kalpak, vysoký klobouk vyhrazený pro knížete, a požadoval, aby byl oslovován jako Domn, tedy kníže, což bylo pro bojary nepřijatelné). Komunistickým ideologům také velmi vyhovovalo, že Tudor byl spojencem Rusů. To se hodilo i Sovětům, již za druhé světové války vznikla v rámci sovětské Rudé armády Divizia Tudor Vladimirescu, kam byli verbováni rumunští váleční zajatci, aby se zapojili do boje proti pronacistickému režimu Iona Antonesca. Po pádu Antonesca a přechodu Rumunska na stranu Spojenců v roce 1944 byla divize začleněna do rumunské armády.
Po pádu komunismu Vladimirescův kult polevil, ale Tudor je stále vnímán jako národní a revoluční hrdina. V Bukurešti je po něm pojmenována stanice metra. Den, kdy Vladimirescu vstoupil do Bukurešti, 21. březen, je v Rumunsku dnes slaven jako Den Olténie. Tento státní svátek vyhlásil 13. dubna 2017 rumunský prezident Klaus Iohannis.